# イエメン民主共和国

イエメン民主共和国
جمهورية اليمن الديمقراطية

国歌: الجمهورية المتحدة（アラビア語）
連合共和国

イエメン民主共和国が主張する領土

イエメン民主共和国（イエメンみんしゅきょうわこく、英語: Democratic Republic of Yemen, アラビア語: جمهورية اليمن الديمقراطية Jumhūrīyat al-Yaman ad-Dīmuqrāṭīyah）は、1994年5月に独立を宣言した未承認国家である。首都はアデン。イエメン民主共和国は、1994年のイエメン内戦で弱体化した南イエメンに対する住民の不満を代表し、アリー・サーリム・アル＝ビード大統領とハイダル・アブー・バクル・アッタース首相によって独立が宣言された。
イエメン民主共和国はサウジアラビアの支持を受けたにもかかわらず、国際的な承認を受けることには失敗した。首脳陣はイエメン社会党で構成され、かつてのイエメン人民民主共和国で一党独裁に反対した人物のAbdallah al-Asnajなど、卓越した複数名の人物が参画していた。
イエメン民主共和国は、4月27日から5月21日にかけて行われた戦闘後（イエメン内戦中）に独立を宣言した。イエメン内戦が7月7日まで続いた後、ムカッラーとアデンの要塞が陥落したためにイエメン民主共和国は解体された。